# Yeghishe Ishkhanian
Yeghishe Ishkhanian (Şuşa, 1º gennaio 1886 – New York, 28 aprile 1975) è stato un politico armeno.
Dal 27 luglio 1918 al 20 febbraio 1920 è stato a capo del Governo del popolo del Karabakh, successivamente rinominato Consiglio del Karabakh, eletto dal Congresso del Karabakh. Può dunque essere considerato, in assoluto, il primo a ricoprire la carica Primo Ministro di quella che settanta anni dopo sarebbe diventata la repubblica del Nagorno Karabakh. In seguito fu eletto vicepresidente del Consiglio Nazionale.

## Biografia

### Gli studi
Yeghishe Ishkhanian era figlio di Hovhanes-Bek Ishkhanian, un funzionario delle dogane e delle accise, ben conosciuto nel Nagorno Karabakh e amico del vescovo armeno Vahan Ter-Georgian. Ishkhanian ricevette l'educazione scolastica, primaria e secondaria, a Shusha e si diplomò alla Scuola diocesana di Erevan. Quindi partì per Pietroburgo dove studiò all'Alta Scuola di Agronomia fino al febbraio 1917 (Rivoluzione di febbraio).

### Attività politica
Nel maggio 1917, Ishkhanian fece ritorno alla città natale e partecipò attivamente all'organizzazione di un governo auto costituito nel Nagorno Karabakh. Il 24 dicembre fu eletto vice presidente del Governo Provvisorio (Inter Party Bureau). Contemporaneamente fu nominato membro del "Comitato Armeno Tataro" che aveva il compito di garantire una coesistenza pacifica tra la maggioranza armena e la minoranza azera in particolare nel capoluogo Shushi. Il 27 luglio 1918, allorché il primo Congresso del Karabakh elesse il Governo del Popolo del Karabakh (in seguito rinominato Consiglio del Karabakh ed in carica fino al 1920), Ishkhanian fu nominato Primo Ministro.

### Il governo
L'amministrazione di Ishkhanian (1918-19) fu caratterizzata da numerose vicissitudini politiche. In primo luogo la Transcaucasia fu occupata dai turchi ottomani, quindi una missione militare britannica assunse il comando regionale. Come capo del Governo Ishkhanian dovette scendere a negoziato con i nuovi comandanti della regione come pure con il governo della Repubblica Democratica dell'Azerbaigian. Inoltre il governo dovette fronteggiare l'afflusso di circa tremila armeni scampati al genocidio e di altri cinquemila di Berdzor (Corridoio di Laçın) che vennero attaccati dalle forze azere nell'agosto del 1918.
Inoltre, il governo dovette affrontare la minaccia maggiore ossia il tentativo del governo azero di annettere il Nagorno Karabakh. Essendo coeditore del giornale, organo ufficiale governativo, "Artsakh", Ishkhanian scrisse un articolo pubblicato il 7 marzo 1919 dal significativo titolo "Via le vostre mani insanguinate". Nel suo discorso al quarto Congresso Ishkhanian espresse la propria preoccupazione per la situazione:

### L'esilio
Ma i nuovi governanti della Transcaucasia non erano intenzionati a trattare con la repubblica ribelle. Il primo ottobre 1918 i turchi arrestarono molti dei membri del governo incluso Yeghishe Ishkhanian che fu persosso durante l'interrogatorio. La Missione britannica, che era riuscita a bloccare i turchi, non migliorò la condizione del Nagorno Karabakh e Khosrov bey Sultanov prese autoritariamente il potere sulla regione. Nell'aprile 1919 il generale Shatelwort provò, invano, per l'ultima volta a convincere il quinto Congresso del Karabakh a "riconoscere temporaneamente la giurisdizione azera". Il 5 giugno 1919, Ishkhanian, con altri membri del governo, fu allontanato da Shusha.

### In Armenia
Dopo la sua espulsione, Ishkhanian visse nella Prima Repubblica di Armenia. Ebbe modo di incontrare numerose personalità politiche e di parlare della questione del Karabakh. A luglio si stabilì nel Vayots Dzor e fu nominato segretario regionale. Nel 1921, dopo la caduta della Repubblica dell'Armenia montanara, Ishkhanian con altri politici fuggì in Iran.

### Ultimi anni
Ishkhanian passò il resto della sua vita a New York. Nel 1966 raccolse gli eventi dal 1917 al 1920 in un diario nel quale ricordò l'esperienza politica di allora ed anche i tragici eventi che la contornarono come il pogrom di Shushi dove trovarono la morte i suoi genitori. Iskhanian si spense a 89 anni.